# PV Андромеды
PV Андромеды (лат. PV Andromedae), HD 224166 — двойная звезда в созвездии Андромеды на расстоянии приблизительно 1200 световых лет (около 369 парсеков) от Солнца. Видимая звёздная величина звезды — от +6,99m до +6,91m.

## Характеристики
Первый компонент — бело-голубая вращающаяся переменная звезда типа Альфы² Гончих Псов (ACV) спектрального класса B9pSi или B9. Масса — около 4,996 солнечных, радиус — около 4,798 солнечных. Эффективная температура — около 9438 K.
Второй компонент — коричневый карлик. Масса — около 28,89 юпитерианских. Удалён на 2,557 а.е..